# کله‌قطار علیا
کله‌قطار علیا، روستایی از توابع بخش مرکزی شهرستان چرداول در استان ایلام ایران است.

## جمعیت
این روستا در دهستان بیجنوند قرار دارد و براساس سرشماری مرکز آمار ایران در سال ۱۳۸۵، جمعیت آن ۵۳ نفر (۱۲خانوار) بوده‌است.